# Kościół ewangelicki w Nowej Kaźmierce
Kościół w Nowej Kaźmierce – ewangelicko-augsburski kościół filialny zlokalizowany w Nowej Kaźmierce (gmina Chocz). Należy do Parafii Ewangelicko-Augsburskiej w Kaliszu.
Ceglana, jednonawowa, neogotycka świątynia pochodzi z 1907. Została wtedy zbudowana dla lokalnych osadników wyznania protestanckiego (ewangelicko-augsburskiego). Obecnie okolicę zamieszkuje najwyżej kilkanaście rodzin tego wyznania, a kościół współużytkowany jest przez katolików (urządzane są m.in. dożynki ekumeniczne). 
Przy kościele znajduje się czynny cmentarz ewangelicko-augsburski.

## Galeria

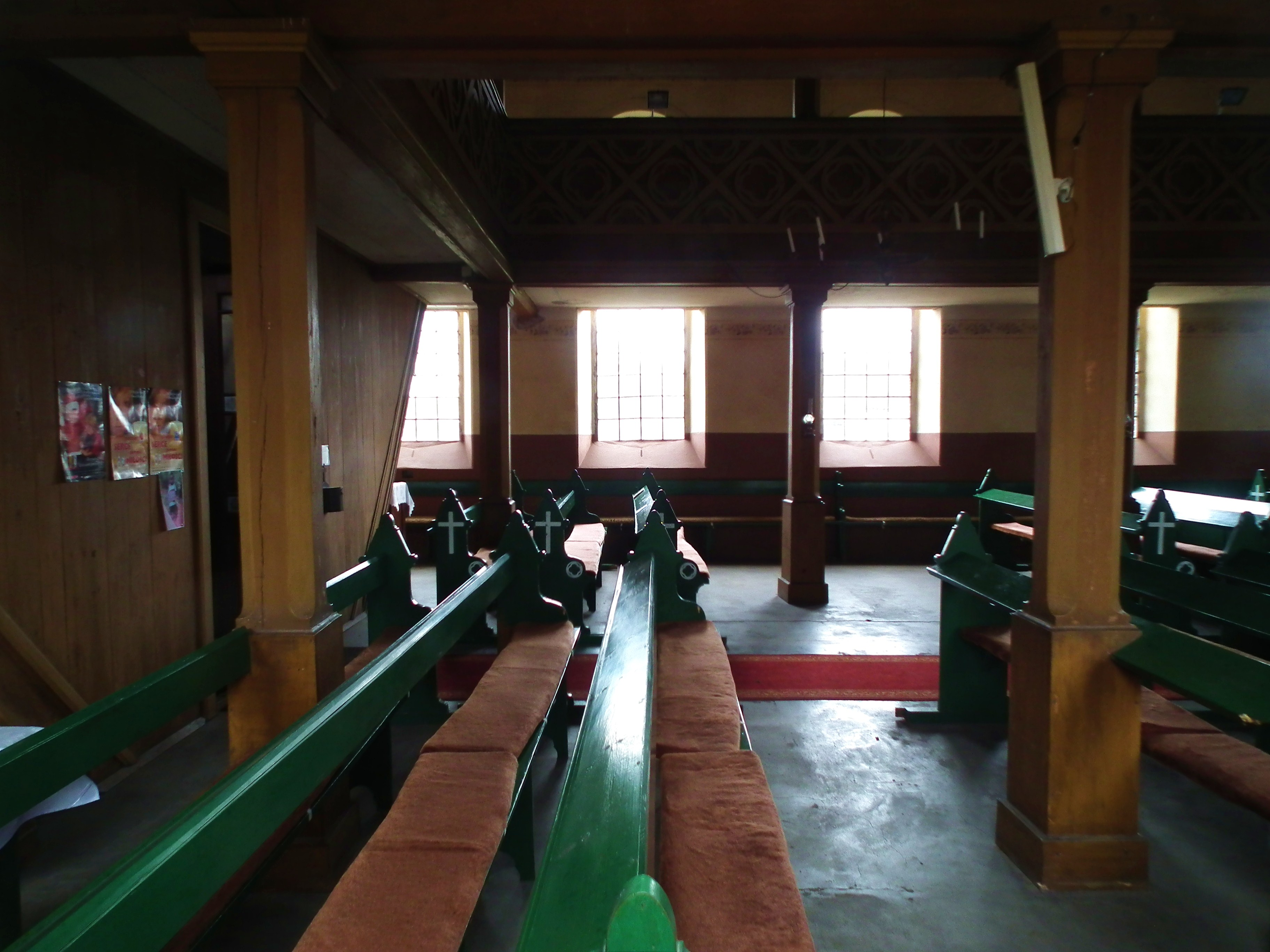
Wnętrze
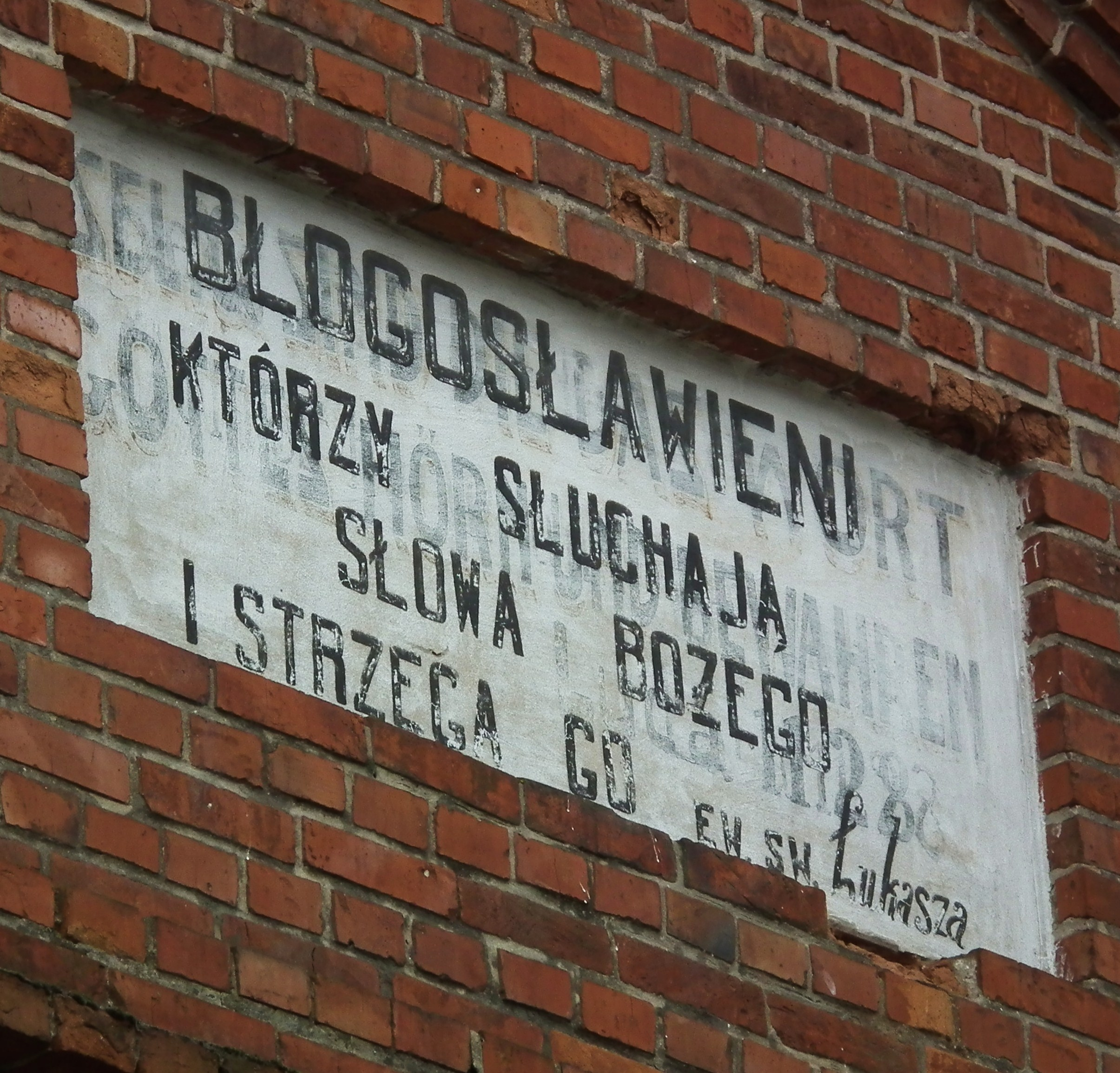
Sentencja
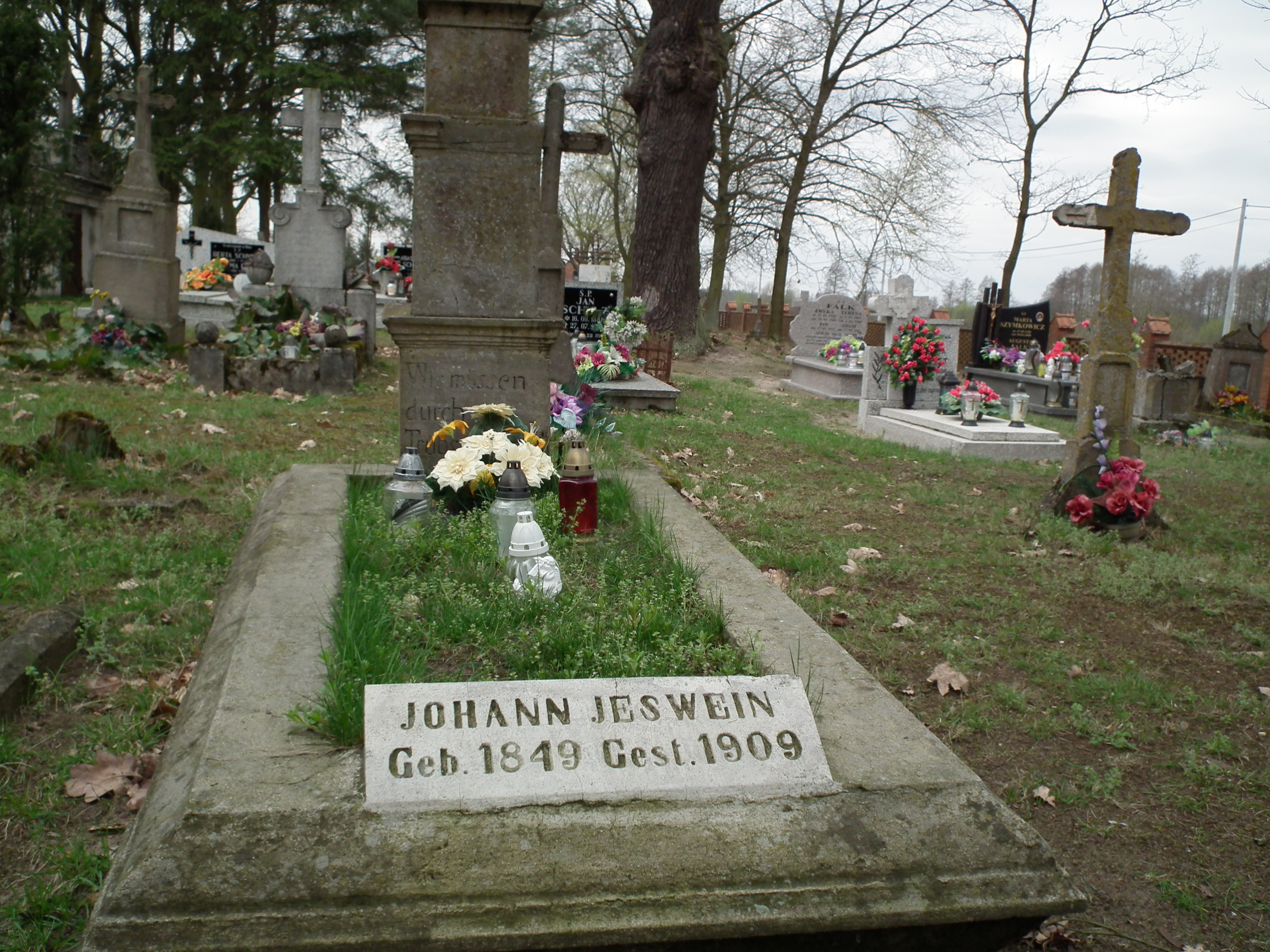
Cmentarz przykościelny